# Mirosław Adamczyk (grafik)
Mirosław Adamczyk – polski naukowiec, profesor dr habilitowany sztuk plastycznych.

## Kariera naukowa
- 1985–1990 – studia na Wydziale Malarstwa, Grafiki i Rzeźby w Państwowej Wyższej Szkole Sztuk Plastycznych w Poznaniu; obrona dyplomu z wyróżnieniem w Pracowni Plakatu prof. Waldemara Świerzego[1] ;
- 1990 – magister sztuki (grafika projektowa); nadanie tytułu - Państwowa Wyższa Szkoła Sztuk Plastycznych w Poznaniu, rejestracja tytułu - Uniwersytet Artystyczny im. Magdaleny Abakanowicz w Poznaniu[2] ;
- 1998 – uzyskał doktorat[1] ;
- 2001 – uzyskał habilitację[1] ;
- 2010 – profesor sztuk plastycznych, rejestracja tytułu Uniwersytet Artystyczny im. Magdaleny Abakanowicz w Poznaniu[2] .

## Praca naukowo-dydaktyczna
Od 1 października 1990 zatrudniony przez Akademię Sztuk Pięknych w Poznaniu (aktualna nazwa: Uniwersytet Artystyczny im. Magdaleny Abakanowicz w Poznaniu; dyscyplina: sztuki plastyczne i konserwacja dzieł sztuki, specjalność: grafika) - był tam kierownikiem Katedry Komunikacji Wizualnej, od 1999 kieruje Pracownią Ilustracji Wydawniczej na Wydziale Grafiki i Komunikacji Wizualnej ; ponadto od 1 października 2010 do 30 września 2018 był zatrudniony w Wyższej Szkole Nauk Humanistycznych i Dziennikarstwa w Poznaniu (obecnie Collegium Da Vinci z siedzibą w Poznaniu) . 
W latach 2014-2018 był członkiem Konwentu Rzeczników Ministerstwa Nauki i Szkolnictwa Wyższego. Honorowy członek  STGU (Stowarzyszenia Twórców Grafiki Użytkowej) .
Tworzy ilustracje, okładki i opracowania graficzne książek, albumów, katalogów, plakaty i znaki graficzne, identyfikacje wizualne. Jest laureatem wielu wystaw, konkursów projektowania graficznego i przeglądów w kraju i za granicą, publikuje swoje prace w katalogach krajowych i międzynarodowych wystaw oraz w albumach poświęconych sztuce plakatu .

## Odznaczenia, nagrody i wyróżnienia
(wymieniono ważniejsze )
- 1997 – Nagroda dla Młodego Artysty — 15. Biennale Plakatu Polskiego w Katowicach
- 1997 – Nagroda dla Młodych Twórców Poznania
- 1999 – III Nagroda — 16. Biennale Plakatu Polskiego w Katowicach
- 2001 – II Nagroda — Krakowski Festiwal Plakatu
- 2002 – Grand Prix — 4. Festiwal Plakatu w Krakowie
- 2003 – II Nagroda — Międzynarodowe Biennale Plakatu Teatralnego w Rzeszowie
- 2003 – Nagroda Galerii Plakatu w Krakowie — 18. Biennale Plakatu Polskiego w Katowicach
- 2005 – Nagroda Rektora ASP we Wrocławiu — 19. Biennale Plakatu Polskiego w Katowicach
- 2007 – wyróżnienie — 15. Colorado International Invitational Poster Exhibition
- 2007 – II Nagroda — International Poster Biennial of the Islamic World in Tehran
- 2008 – wyróżnienie — 16. Colorado International Invitational Poster Exhibition
- 2011 – Nagroda Związku Polskich Artystów Plastyków — 22. Biennale Plakatu Polskiego w Katowicach
- 2012 – srebrny Medal za Długoletnią Służbę;
- 2015 – wyróżnienie Związku Polskich Artystów Plastyków — II Międzynarodowe Biennale Plakatu Bielsko-Biała Cóż nam po prawdzie?
- 2016 – nagroda — 8. International Triennial of Stage Poster Sofia
- 2017 – brązowy medal — 25. Biennale Plakatu Polskiego w Katowicach
- 2017 – III miejsce w kategorii plakatów reklamowych — Biennial of Poster Bolivia (BICeBe)
- 2017 – wyróżnienie w kategorii visual communication — Taipei International Design Award (TIDA)
- 2019 – srebrny Krzyż Zasługi;
- 2020 – wyróżnienie w kategorii visual communication — Taipei International Design Award (TIDA)
- 2021 – III miejsce w kategorii plakatów reklamowych — Biennial of Poster Bolivia (BICeBe)
- 2021 – złoty medal — 27. Biennale Plakatu Polskiego w Katowicach
- 2022 – Lahti Prix — Lahti International Poster Triennial. Finlandia
- 2023 – I Nagroda — Międzynarodowe Biennale Plakatu Lublin 2023